# Port lotniczy Metz/Nancy-Lotaryngia
Port lotniczy Metz/Nancy-Lotaryngia – międzynarodowy port lotniczy położony 25 km na południe od centrum Metz i 35 km na północ od centrum Nancy, w Lotaryngii. W 2006 obsłużył 340 tys. pasażerów.

## Kierunki lotów i linie lotnicze
| Linia lotnicza | Kierunek                                   |
| -------------- | ------------------------------------------ |
| Air Algerie    | 1. Algier Sezonowo: 1. Konstantyna 2. Oran |
| Twin Jet       | 1. Lyon 2. Marsylia 3. Tuluza              |